# Río Nass
El río Nass (del inglés: Nass River), es un corto río costero de la vertiente canadiense del Pacífico que discurre por la parte norte de la provincia de la Columbia Británica. Recorre 380 kilómetros desde las montañas Costeras en dirección preferentemente suroeste hasta desaguar en la bahía de Nass, en uno de los laterales del Portland Inlet, que conecta con el Pacífico Norte vía la entrada Dixon. La bahía de Nass se une con el Portland Inlet justo al sur del Observatory Inlet.
El nombre inglés Nass deriva de la palabra tlingit Naas, que significa «intestinal» o «tripas», en referencia a la gran cantidad de pescado que hay en el río (Naish & Story 1963; Leer, Hitch, & Ritter 2001). El nombre en lengua nisga'a del río es K'alii Aksim Lisims, que quiere decir «valle del Lisims» (el nombre del río). El nombre en lengua gitxsan es Git-Txaemsim, que significa «gente de Txeemsim» (cuervo o tramposo).
Los últimos 40 km del río son navegables. El río es muy valioso para la pesca comercial del salmón. La cuenca del Nass fue la ubicación, de los primeros tratados de asentamiento en los tiempos modernos, entre el gobierno de la Columbia Británica y la Nación nisga'a. Nisga'a deriva de dos palabras nisga'a -—Nisk (labio superior) y Tl'ak (labio inferior)—, llamados así porque la gran abundancia de alimentos que proporciona el río Nass ha propiciado que muchas naciones y criaturas entren en el río para comer.

## Historia
Hace unos 220 años, según la leyenda de los nisga'a, el río Nass fue represado por un largo flujo de lava, de unos 22,5 km, que llegó desde el cono Tseax y destruyó varias aldeas nisga'a y causó la muerte de al menos 2000 nativos con los gases volcánicos y el venenoso humo. Ese volcán ha estado activo por lo menos en dos ocasiones en el último milenio  (hace 220 y 650 años atrás). Debido a ese desastre, las modernas  técnicas de vigilancia incluyen estudios de los gases emitidos por los volcanes y la institución de un sistema de advertencia para alertar a las personas que viven en sus laderas.
En 1830, el comerciante de pieles Peter Skene Ogden estableció cerca de la boca del río Nass un nuevo puesto comercial de la  Compañía de la Bahía de Hudson, llamado Fort Simpson, que estuvo muy activo durante la época del comercio marítimo de pieles.
El río fue durante un corto periodo de tiempo, desde 1862 hasta 1863, la mitad occidental de la frontera meridional de los territorio de Stikine  (Stikine Territory), que se había formado a partir del Territorio Noroeste, en respuesta a las fiebres del oro de los ríos Peace y Stikine, y que luego se fusionó con la Colonia de la Columbia Británica en el año siguiente.

## Peligros
Si el cono Tseax estrase en erupción de nuevo, podría darse una repetición del desastre de los gases venenosos que afectaron a los nisga'a hace 220 años. La erupción también podría causar incendios forestales y embalsar ciertos ríos locales, como el Nass o el Tseax, si el volumen del flujo de lava es lo suficientemente grande. Si dicho flujo alcanzase de nuevo el Nass, ello podría tener desastrosas consecuencias a corto plazo para la importante pesca del salmón en el sistema del río Nass.